# 사랑은 비를 타고
《사랑은 비를 타고》(Singin' in the Rain)은 1952년에 진 켈리가 감독과 주연을 맡고 메트로-골드윈-메이어가 배급한 뮤지컬 로맨틱 코미디 영화다. 이 영화는 도널드 오코너, 데비 레이놀즈가 출연한 영화로 1927년과 1928년을 무대로 발성 영화가 탄생하면서 생기는 에피소드들을 담았다.
이 작품은 미국 영화 연구소에서 선정한 100대 영화 중에서 10위에 랭크되었고 10년 후 새로 선정한 100대 영화에서 5위를 차지하였으며 역시 미국 영화 연구소에서 선정한 25대 뮤지컬 영화 중에서 1위를 차지하였다.

## 줄거리
1927년에 할리우드의 한 중극 극장에서는 시사회가 열린다. 이 시사회에는 스타 돈과 리나가 참석하는데 두 스타는 최고의 인기를 누리고 있다. 돈은 인터뷰에서 자신의 과거를 회상한다. (그리고 이 회상은 진실과는 거리가 있다.) 이 회상에서 돈은 가난하게 태어나 친구 코스모와 함께 어렵게 지내다 광대가 된다. 그러나 좋지 못해 쫓겨나 할리우드에서 전전하다가 할리우드에서 음악 관련 업무를 맡게 된다. 돈은 거기서 우연히 스턴트맨으로 뽑혀서 지내다 최고의 스타 리나와 같이 출연해 최고의 스타가 된다. 이렇게 인터뷰를 끝낸 돈은 시사회가 끝난 후 팬들의 환호를 피해 다니다 캐시를 만나게 된다.캐시는 돈에게 무성 영화와 관련 해서 비판을 하고 헤어진다. 이로 인해 돈은 자신의 배우로서의 정체성에 대해 고민을 한다. 그런데 사실 캐시는 뉴욕에서 연극을 하길 꿈꾸지만 파티에서 춤추는 여자로 일한다. 이후 파티에서 캐시를 다시 만난 돈은 캐시를 맘껏 놀리고 리나는 그 둘 사이를 방해한다. (리나는 돈이 자기를 좋아한다고 믿는다.) 그리고 캐시는 자존심이 상해 돈에게 케이크를 던지려고 하다 실수로 리나에게 맞추고 리나는 자신의 인기를 이용해 캐시를 해고시켜버린다.
한편 워너브라더스에서 개봉한 《재즈 싱어》가 큰 흥행을 거두게 된다. 그러면서 돈이 일하는 모뉴맨털 픽처스는 유성 영화 제작에 목숨을 걸게 되나 리나의 오리같은 목소리를 고난을 겪는다. 한편 캐시는 모뉴맨털 픽처스의 엑스트라로 뽑히다가 주연으로 등장해서 성공을 눈앞에 둔다. 이러면서 다시 만나게 된 돈과 캐시는 서로 사랑하게 된다. 이러면서 유성 영화로 제작된 돈의 영화는 형편없는 소리로 크나큰 실패를 맞게 되고 영화의 정식 개봉은 미뤄지게 된다.
돈과 코스모, 캐시는 서로 어떻게 해야 되느냐를 놓고 얘기하다가 영화를 뮤지컬로 다시 만들자고 한다. 그러나 리나의 목소리가 형편없다는 것을 알고 다시 전전긍긍하다가 리나는 립싱크만 하고 캐시가 한번만 대신 노래를 부르자고 제안을 한다. 모뉴맨탈 픽처스의 사장은 이를 재밌게 여기고 허락한다. 그러다가 리나는 삼각관계와 립싱크를 알게 되고 캐시를 다시는 성공하지 못하게 하려고 사장에게 협박을 한다. 그러면서 재개봉한 영화는 호평을 받고 그 자리에서 리나는 자신의 오리 목소리로 개봉 축하 인사를 전하게 되자 관객들은 리나의 목소리를 의심하게 된다.
돈은 리나를 모욕하려고 먼저 리나에게 립싱크로 노래를 부르게 하고 캐시가 무대 뒤에서 노래를 부르게 한다. 이 때 돈은 리나가 눈치를 채지 못하게 캐시에게 노래를 부르라고 압박을 주고, 캐시는 이로 인해 상처를 받는다. 그리고는 돈과 코스모, 사장은 커튼을 쳐버리고 리나의 아름다운 목소리가 립싱크였다는 것을 알리고 리나는 공개적 망신을 당한다. 캐시는 빠져나오다 돈의 노래와 함께 무대로 다시 올라와 서로의 사랑을 재확인한다.

#### 브로드웨이 멜로디
영화의 2/3 구간 때 브로드웨이 멜로디 음악과 함께 또다른 음악과 이야기가 나온다. 여기서 주연은 진 켈리, 시드 채리스가 맡았다.
한 남자가 도시로 상경을 한다. 그러면서 춤을 인정받고 하다가 한 여자 댄서를 만난다. 댄서와 헤어진 후 남자는 점점더 인기를 얻게 되나 다시 여자와 만나나 여자는 남자를 버리고 남자는 도시를 떠나다가 춤을 추고 끝나게 된다.

## 캐스팅
- 진 켈리 - 돈 록우드
- 데비 레이놀즈 - 캐시 셀든
- 도널드 오코너 - 코스모 브라운
- 진 헤이건 - 리나 러몬트
- 밀러드 미첼 - R.F. 심프슨 사장
- 시드 채리스 - '브로드웨이 멜로디'에서의 주연 (댄서)
- 더글러스 파울리 - 로스코 덱스터 감독
- 피타 모레노 - 젤다 잰더스

## 노래
이 영화는 영화를 꾸며주는 감미로운 뮤지컬 음악으로도 유명하다. 그러나 한 곡만 빼고 모든 노래는 다른 영화에서 따왔다.
- Fit as a Fiddle : 이 곡은 돈과 코스모가 젊은 시절에 광대로 일하면서 춤추던 노래로 이 노래는 《콜리지 코치》 (1933)에서 나온 것이다.
- All I Do Is Dream of You : 이 곡은 캐시가 파티에서 다른 단원들과 부른 노래로 이 노래는 《새디 루키》 (1934)에서 나온 것이다.
- Singin' in the Rain : 이 곡은 돈이 비를 맞으면서 춤추는 장면에서 나왔다. 이 장면은 영화의 주제곡이 되었고 이 노래는 미국 영화 연구소에서 선정한 100대 음악 중에서 3위를 차지하였다. 또한 심슨 가족, 폭스바겐 등에서 패러디되었다. 이 노래는 《할리우드 리뷰 오브 1929》 (1929)에서 나온 것이다.
- Make um Laugh : 이 곡은 코스모가 돈에게 부르는 노래로 《해적》 (1948)에서 나온 것이다.
- Good Morning : 이 곡은 코스모와 캐시, 그리고 돈이 부르는 노래로 원래는 미키 루니와 주디 갈런드가 나온 《베이비 인 암스》 (1939)에서 나온 것이다.
- Beautiful Girl : 이 곡은 《할리우드에 가다》 (1933)에서 나온 노래이다.
- Broadway Melody Ballet : 이 곡은 브로드웨이 멜로디에서 쓰인 노래로 《브로드웨이 멜로디》 (1929)에서 나온 노래다.
- You are my Lucky Star : 이 곡은 마지막 장면에서 쓰인 노래로 《브로드웨이 멜로디 오브 1936》 (1936)에서 나왔다.
- You were meant for Me : 이 곡은 《브로드웨이 멜로디》 (1929)에서 쓰인 노래다.
- Moses Supposes : 이 곡은 유일하게 이 영화를 위해 작곡된 곡이다.

## 같이 보기
- 역대 최고의 영화 목록